# Jovana Reisinger
Jovana Reisinger, née en 1989 à Munich, est une écrivaine, réalisatrice et artiste plasticienne allemande.

## Biographie
Après avoir obtenu un diplôme en design à la Hochschule für angewandte Wissenschaften à Munich, elle étudie l'écriture de scénario à la Hochschule für Fernsehen und Film à Munich et obtient également un diplôme en réalisation de films documentaires. 
Son premier roman, Still Halten, est publié en septembre 2017 aux éditions Verbrecher Verlag (Berlin) et traite de l'introspection d'une femme anonyme confrontée à la mort imminente de sa mère, à l'héritage de la maison familiale et à une colère qui s'avère révolutionnaire. Elle est alors en guerre contre son passé, son présent et son avenir.

## Œuvre
- Donna Euro is poisoned by rich men in need, Melville Brand Design, Munich, 2016.
- Still halten, Verbrecher Verlag, Berlin, 2017.
- Spitzenreiterinnen, Verbrecher Verlag, Berlin, 2021.
- ENJOY SCHATZ, Korbinian Verlag, Berlin, 2022.